# Chalid Schihab

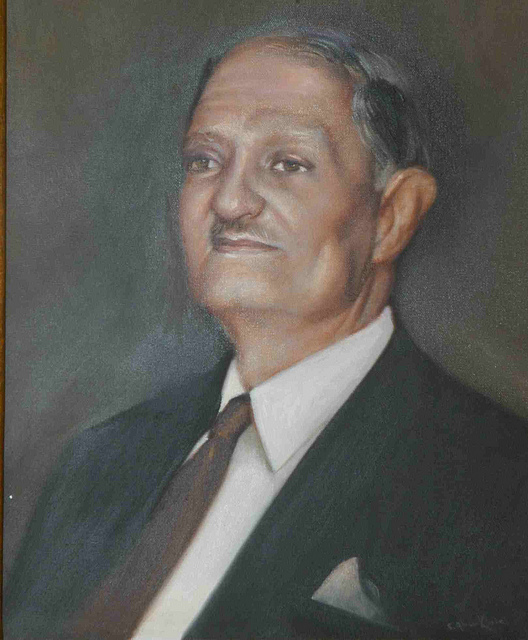
Chalid Schihab

Emir Chalid Schihab (arabisch خالد شهاب, DMG Ḫālid Šihāb; französisch Khaled Chéhab; * 1892 in Hasbaya, Mutesarriflik Libanonberg; † 1978) war ein Politiker des Großlibanon sowie ein ehemaliger libanesischer Ministerpräsident.
Er war unter dem französischen Völkerbundmandat für Syrien und den Libanon mehrmals Minister und Abgeordneter. Am 22. November 1935 wurde Schihab zum Parlamentspräsidenten der Assemblée nationale gewählt, was er bis zum 5. Juni 1937 blieb. Zwischen dem 18. März und dem 24. November 1938 war er Ministerpräsident des Landes.
Nach der Unabhängigkeit des Landes ernannte Präsident Camille Chamoun am 1. November 1952 Chalid Schihab zum Premier seiner ersten Regierung. Er verließ sein Amt als Regierungschef am 1. Mai 1953. Er wurde für 1960 bis 1964 auch zum sunnitischen Abgeordneten von Hasbaya-Marjeyoun gewählt.